# Moishe Postone
Moishe Postone (* 17. April 1942 in Edmonton; † 19. März 2018 in Chicago) war ein kanadischer Historiker, Philosoph und Ökonom. Er war Professor für Geschichte an der University of Chicago.

## Leben
Moishe Postone studierte in den 1960er Jahren an der University of Chicago. Er lebte von 1972 bis 1982 in Frankfurt am Main und war Mitarbeiter des Instituts für Sozialforschung. 1983 promovierte er an der dortigen Johann Wolfgang Goethe-Universität Frankfurt am Main. Zuletzt lehrte er am Department of History der University of Chicago. Seine Arbeitsschwerpunkte waren moderne europäische Geistesgeschichte, Kritische Theorie, Geschichte Deutschlands im 20. Jahrhundert, Antisemitismus und globale Transformation. Postone galt als prominenter Vertreter einer wertkritischen Fortschreibung der marxschen Theorie. Postone war der Sohn des Rabbiners Abraham Postone, seine Mutter war Evelyn Postone geb. Haft.

## Auseinandersetzung mit der deutschen Linken
In der Bundesrepublik wurde Moishe Postone erstmals bekannt durch seinen Aufsatz Antisemitismus und Nationalsozialismus, der 1979 zum ersten Mal in deutscher Übersetzung in der Frankfurter Studentenzeitung Diskus erschien, sowie durch den 1985 verfassten Offenen Brief an die Deutsche Linke.
Der Aufsatz Antisemitismus und Nationalsozialismus reflektiert die Aufnahme des Filmes Holocaust – Die Geschichte der Familie Weiss und den Antisemitismus in der BRD. Er wurde zu einem der theoretischen Schlüsseltexte für postmarxistische Strömungen – sowohl für die Wertkritiker als auch für die Antideutschen. In ihm wirft Postone der deutschen Linken vor, sie beschränke sich auf die Geschichte der Arbeiterbewegung und des Widerstands gegen den Nationalsozialismus und gehe einer historischen Konfrontation mit dem Dritten Reich aus dem Weg. Sie neige dazu, den Antisemitismus als Randerscheinung des Nationalsozialismus zu behandeln. Das Ergebnis sei, „dass die Vernichtungslager entweder als bloße Beispiele imperialistischer (oder totalitärer) Massenmorde erscheinen oder unerklärbar bleiben“.
In seinem Offenen Brief an die deutsche Linke zeigte sich Postone erschüttert vom Desinteresse der deutschen Linken am Besuch von Helmut Kohl und Ronald Reagan auf dem Soldatenfriedhof in Bitburg, auf dem auch SS-Mitglieder begraben sind (siehe Bitburg-Kontroverse). Postone interpretierte den Besuch in Bitburg als „Rehabilitierung der Nazi-Vergangenheit“, die von der deutschen Linken nahezu unbeachtet geblieben sei. Dies bringe „ein Maß von Blindheit zum Ausdruck, das seinerseits nur bestätigt, wie weitgehend die fundamentale Verdrängung im Kern des nachkriegsdeutschen sozialen Bewußtseins die Gegenwart durchdrungen hat und an eine neue Generation übertragen worden ist.“

## Antisemitismustheorie
Postone ist vor allem wegen seiner Antisemitismustheorie bekannt. Er betrachtet den modernen Antisemitismus als Variante des „Fetischs“ im Marxschen Sinn. In seinem Aufsatz Antisemitismus und Nationalsozialismus betont er, dass die Macht und Gefahr des modernen Antisemitismus darin liege, dass er „eine umfassende Weltanschauung liefert, die verschiedene Arten antikapitalistischer Unzufriedenheit scheinbar erklärt und ihnen politischen Ausdruck verleiht“. Er lasse aber den Kapitalismus „dahingehend bestehen, als er nur die Personifizierung jener gesellschaftlichen Formen angreift“.
Eine häufig übersehene Kritik Postones bezieht sich auf Hannah Arendts Darstellung in ihrem Werk Eichmann in Jerusalem. Postone zufolge verfehlt ihre Theorie die besondere Bedeutung der Judenvernichtung und deutet das ideologische Motiv des Holocausts fälschlicherweise als Vernichtung von „Überflüssigen“, obwohl die Juden in der NS-Ideologie als „das Böse“ und „greifbare Abstrakte“ aufgefasst worden seien, das aufgrund seiner Gefahr vernichtet werden müsse.

## Marx-Interpretation
Mit seiner 1993 erschienenen Marx-Interpretation Time, Labor and Social Domination (Zeit, Arbeit und gesellschaftliche Herrschaft) wollte Postone die Theorie von Marx grundsätzlich von der marxistischen Theorietradition abheben.
Postone wendet sich darin gegen solche marxistischen Theorien, die die kapitalistische Produktionsweise unter dem Gesichtspunkt von Ausbeutung und Klassenherrschaft anprangern und sich auf die Kritik an der Verteilung des gesellschaftlichen Reichtums beschränken.
Postone wollte dagegen zurück auf die Analyse der abstrakten Formen der kapitalistischen Produktionsweise – Ware, Wert, Arbeit, Kapital. Ausgangspunkt ist für ihn dabei der Doppelcharakter der Arbeit, d. h. der Differenzierung von abstrakter und konkreter Arbeit. Entsprechend dieser führte Postone seine eigene Unterscheidung von abstrakter und konkreter Zeit ein.

## Schriften

### Auf Deutsch
- Lukács und die dialektische Kritik des Kapitalismus. In: Georg Lukács u. a.: Verdinglichung, Marxismus, Geschichte. Von der Niederlage der Novemberrevolution zur kritischen Theorie, herausgegeben und eingeleitet von Markus Bitterolf und Denis Maier. ça ira, Freiburg im Breisgau 2012, S. 477–509.
- „Die Deutschen inszenieren sich am liebsten als Opfer“. Interview mit Moishe Postone. In: Hermann L. Gremliza (Hrsg.): No way out? 14 Versuche, die gegenwärtige Finanz- und Wirtschaftskrise zu verstehen (= Konkret Texte, Nr. 56), KVV Konkret, Hamburg 2012, S. 165–174.
- Zeit, Arbeit und gesellschaftliche Herrschaft, eine neue Interpretation der kritischen Theorie von Marx (Originaltitel: Time, Labor, and Social Domination, übersetzt von Christoph Seidler). ça ira Verlag, Freiburg im Breisgau 2003, ISBN 3-924627-58-4 (Dissertation Universität Frankfurt am Main [1983], 616 Seiten, 22 cm, englisch, deutsch).
- Deutschland, die Linke und der Holocaust. Politische Interventionen. Ça ira, Freiburg 2005, ISBN 3-924627-33-X; richtig: ISBN 3-924627-33-9.[12]
- Hannah Arendts „Eichmann in Jerusalem“. Die unaufgelöste Antinomie von Universalität und Besonderem. In: Gary Smith (Hrsg.): Hannah Arendt revisited: „Eichmann in Jerusalem“ und die Folgen. Frankfurt am Main 2000.
- Dekonstruktion als Gesellschaftskritik. Jacques Derrida über Marx und die Neue Weltordnung. In: Krisis. 21/22, Bad Honnef 1998, S. 115 ff.
- Nationalsozialismus und Antisemitismus. Ein theoretischer Versuch. In: Dan Diner (Hrsg.): Zivilisationsbruch. Denken nach Auschwitz. Frankfurt am Main 1988, S. 242ff., aus: Merkur. 1, 1982, S. 13–15.
- mit Barbara Brick: Kritischer Pessimismus und die Grenzen des traditionellen Marxismus. In: Wolfgang Bonß, Axel Honneth (Hrsg.): Sozialforschung als Kritik. Frankfurt am Main 1982.
- „Niemand sonst hat das gelehrt.“ Ein biografisches Interview mit Moishe Postone. In: sans phrase. Zeitschrift für Ideologiekritik. Heft 9/2016. S. 5–11.
- Kritische Kapitalismustheorie heute, Supplement der Sozialismus 5 / 2008, ISBN 978-3-89965-944-3.

### Andere Sprachen
- Critique, State and Economy, in: Fred Rush (Hrsg.), The Cambridge Companion to Critical Theory, Cambridge 2004
- Marx est-il devenu muet: Face à la mondialisation?, Paris 2003
- Catastrophe and Meaning: The Holocaust and the Twentieth Century (als Herausgeber mit Eric Santner), Chicago 2003
- Lukács and the Dialectical Critique of Capitalism, in: R. Albritton/J. Simoulidis (Hrsg.), New Dialectics and Political Economy, Houndsmill/Basingstoke/New York 2003
- Contemporary Historical Transformations: Beyond Postindustrial and Neo-Marxist Theories, in: Current Perspectives in Social Theory Vol. 19, Stamford 1999
- Rethinking Marx in a Postmarxist World, in: Charles Camic (Hrsg.), Reclaiming the Sociological Classics, Cambridge 1998
- Bourdieu: Critical Perspectives (als Herausgeber mit Craig Calhoun und Edward LiPuma), Chicago/Cambridge 1993
- Time, Labor and Social Domination: A Reinterpretation of Marx's Critical Theory, New York/Cambridge 1993
- Political Theory and Historical Analysis, in: C. Calhoun (Hrsg.), Habermas and the Public Sphere, Cambridge 1992
- History and Critical Social Theory, in: Contemporary Sociology Vol. 19, No. 2, March 1990
- After the Holocaust: History and Identity in West Germany, in: K. Harms/L.R. Reuter/V. Dürr (Hrsg.), Coping with the Past: Germany and Austria after 1945, Madison 1990